# ظبيان
الظَّبيَان أو السنغالية (الاسم العلمي: Senegalia)، جنس نباتات مُزهرة من فصيلة البقولية. حتى عام 2005، كانت أنواعها تعتبر أعضاء في الطلح. لا يزال يعتبر جنس متعدد الأعراق وسوف تتطلب المزيد من التقسيم. يمكن تمييز الظبيان عن الأسناط الأخرى عن طريق النورات اللامعة والأذينات الغير الشوكية.